# Sultanat de Jaunpur
Sultanat de Jaunpur
جونپر سلطان
Le sultanat de Jaunpur était un royaume indépendant de l'Inde du Nord entre 1394 et 1479, dont les dirigeants régnaient depuis Jaunpur, dans l'état actuel de l'Uttar Pradesh. Le sultanat de Jaunpur était dirigé par la dynastie des Sharqi. Le Khwajah-i-Jahan Malik Sarwar, le premier souverain de la dynastie, était un wazir (ministre) du sultan Nasiruddin Muhammad Shah IV Tughluq (1390–1394). En 1394, il s'établit en tant que souverain indépendant de Jaunpur et étendit son autorité sur Awadh et une grande partie du Gange - Yamuna doab. La dynastie fondée par lui a été nommée ainsi en raison de son titre Malik-us-Sharq ("souverain de l'Est"). Le dirigeant le plus acclamé de cette dynastie était Ibrahim Shah. [réf. nécessaire]

## Histoire

### Malik Sarwar, Khwajah-i-Jahan
En 1389, Malik Sarwar reçut le titre de Khajah-i-Jahan. En 1394, il fut nommé gouverneur de Jaunpur et reçut le titre de Malik-us-Sharq du sultan Nasiruddin Mahmud Shah II Tughluq (1394 - 1413). Bientôt, il s'est établi comme un dirigeant indépendant et a pris le titre d' Atabak-i-Azam. Il réprima les rébellions d'Etawah, de Koil et de Kanauj. Il a également pu mettre sous son contrôle Kara, Awadh, Dalmau, Bahraich et le sud du Bihar. Le Rai de Jajnagar et le souverain de Gaur reconnurent son autorité et lui envoyèrent un certain nombre d'éléphants. Après sa mort, son fils adoptif Malik Qaranfal, qui prit le titre de Mubarak Shah, lui succéda.

#### Guerre avec les Ujjainiyas de Bhojpur
Pendant le règne de Malik Sarwar, Jaunpur fut impliqué dans une guerre de 100 ans avec les voisins Ujjainiyas de Bhojpur dans le Bihar moderne. Les Ujjainiyas ont répondu au sultan de Jaunpur, Malik Sarwar, perturbant les brahmanes dans leurs prières. Le chef des Ujjainiya, Raja Harraj, a d'abord réussi à protéger ces brahmanes et à vaincre les forces de Malik Sarwar, mais les Ujjainiyas ont été vaincus lors de batailles ultérieures et forcés de se cacher dans les forêts et de recourir à la guerre de guérilla.

### Mubarak Shah
Après avoir pris le pouvoir en 1399, Mubarak Shah struk monna en son propre nom et le Khutba fut également lu en son nom. Pendant son règne, Mallu Iqbal a tenté de récupérer Jaunpur, mais a échoué. Son frère cadet Ibrahim lui succéda après sa mort en 1402 qui prit le titre de Shams-ud-Din Mubarak Shah.

### Ibrahim Shah

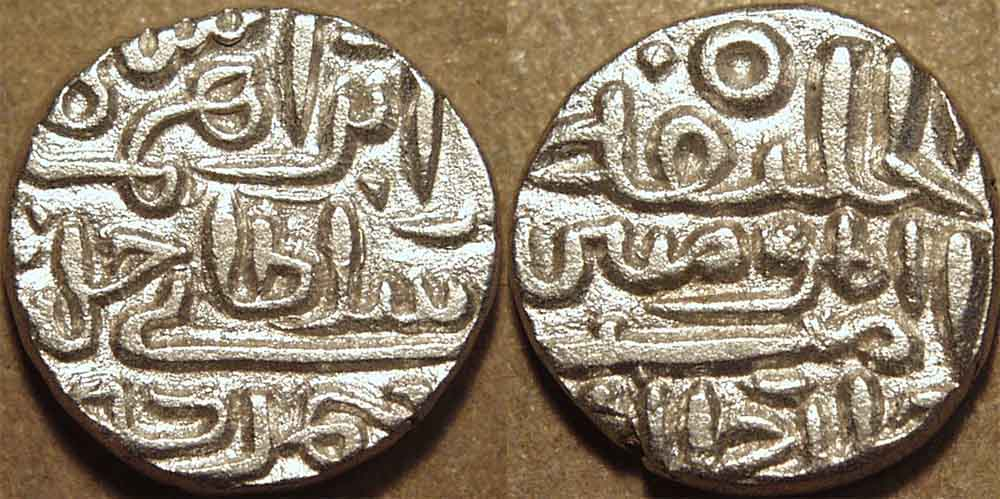
Pièce de Billon de 32 rotis émise par Ibrahim Shah de Jaunpur.

Le sultanat de Jaunpur a atteint son apogée sous le frère cadet de Mubarak Shah, qui dirigeait sous le nom de Shams ud-din Ibrahim Shah (autorité de 1402-1440). À l'est, son royaume s'étend au Bihar et à l'ouest, à Kanauj; il a même marché sur Delhi à un moment donné. Sous l'égide d'un saint homme musulman nommé Nur Qutb-ul-Alam, il menaça le sultanat du Bengale sous le commandement de Raja Ganesha.
Ibrahim Shah était un mécène de l’enseignement islamique et avait créé un certain nombre de collèges à cette fin. Un grand nombre de travaux savants sur la théologie et le droit islamiques ont été produits durant son règne, parmi lesquels le Hashiah-i-Hindi, le Bahar-ul-Mawwaj et la Fatwa-i-Ibrahim Shahi. Il a construit un certain nombre de monuments dans un nouveau style d'architecture régionale connu sous le nom de Sharqi. Durant son règne, le sultan Nasiruddin Mahmud Shah II Tughluq s’est réfugié à Jaunpur afin de se débarrasser du contrôle de Mallu Iqbal sur lui. Mais il n'a pas bien traité le sultan Mahmud Shah. En conséquence, ses relations avec le sultan sont devenues amères et Mahmud Shah a occupé Kanauj. En 1407, il tenta de récupérer Kanauj mais échoua. Sa tentative de conquérir le Bengale a également échoué. Son fils aîné, Mahmud Shah, lui a succédé après sa mort,.

### Mahmud Shah

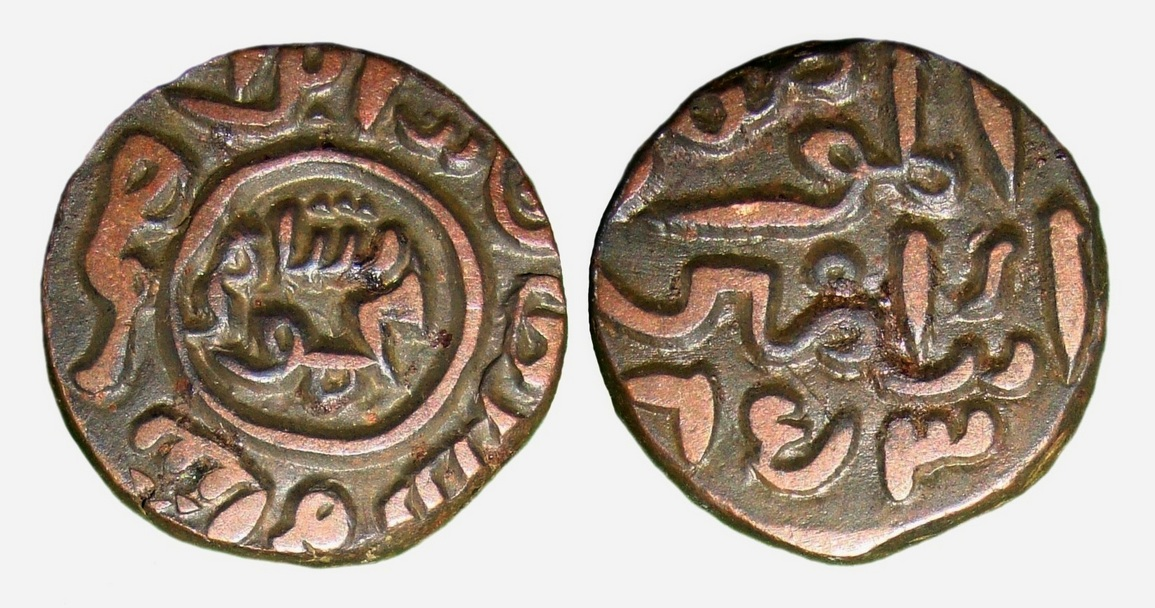
Double Falus de Hussain Shah

Mahmud Shah a réussi à conquérir Chunar, mais n'a pas réussi à capturer Kalpi Il a également mené des campagnes contre le Bengale et l' Odisha. En 1452, il envahit Delhi mais fut vaincu par Bahlul Lodi. Plus tard, il tenta une nouvelle fois de conquérir Delhi et se dirigea vers Etawah. Enfin, il a accepté un traité qui accepte le droit de Bahlul Lodi sur Shamsabad. Mais lorsque Bahlul a tenté de prendre possession de Shamsabad, les forces de Jaunpur l'ont opposé. À ce stade, Mahmud Shah est décédé et son fils Bhikhan, qui a pris le titre de Muhammad Shah, lui a succédé.

### Muhammad Shah

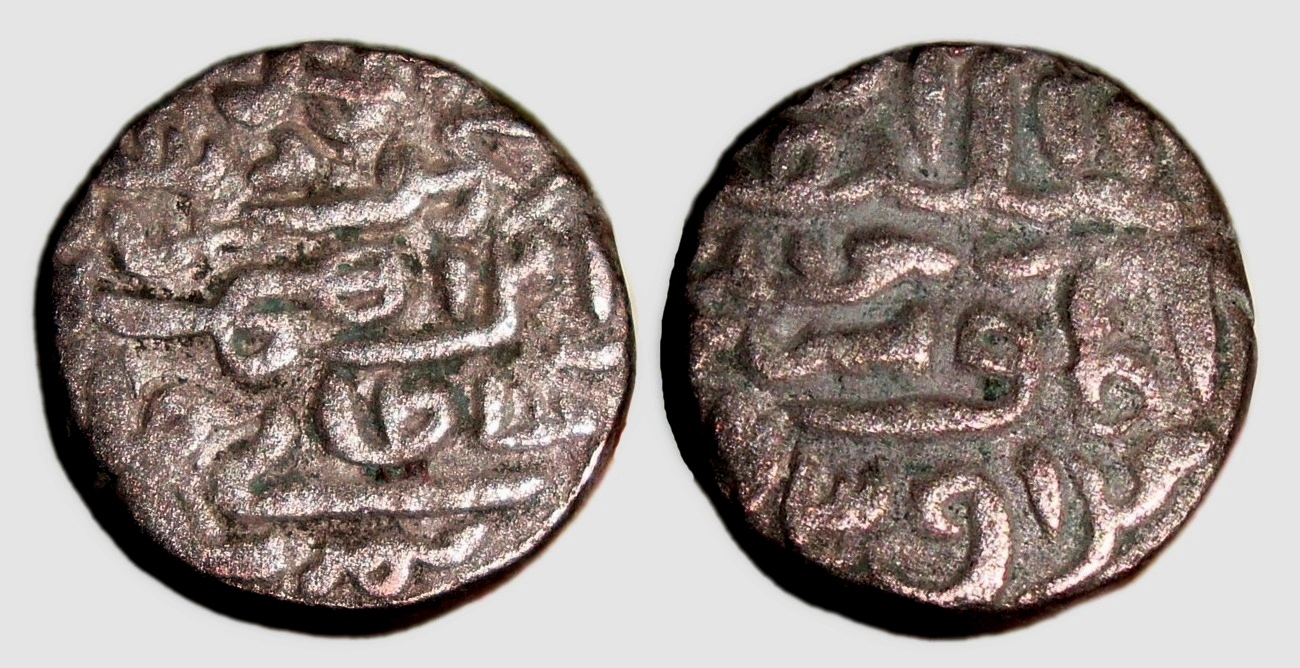
BiIlon Tanka de Muhammad Shah

À son arrivée au pouvoir en 1457, Muhammad Shah fit la paix avec Bahlul Lodi et reconnut son droit sur Shamsabad. Il s'est querellé avec ses nobles En 1458, après que son frère Hasan ait été exécuté sur ordre de ce dernier, son autre frère, Hussain, s'est révolté et s'est proclamé sultan de Jaunpur, sous le titre de Hussain Shah. Muhammed Shah fut bientôt tué par l'armée de Hussain à Kanauj.

### Hussain Shah
Le dernier souverain Hussain Shah a signé un traité de paix de quatre ans avec Bahlul Lodi en 1458 Plus tard, pour envahir Delhi, il atteignit les rives du Yamuna avec une très grande armée en 1478. Le sultan Bahlul Lodi a tenté de garantir la paix en proposant de ne conserver que Delhi et de la gouverner comme un vassal de Hussain Shah, mais il a rejeté l'offre. En conséquence, le sultan Bahlul a traversé la Yamuna et l'a vaincu. Hussain Shah accepta la trêve mais captura à nouveau Etawah et se dirigea vers Delhi avec une énorme armée. Il fut à nouveau battu par Bahlul Lodi. Il a été capable de faire la paix cette fois aussi. En mars 1479, il arriva de nouveau sur les rives de Yamuna. Il fut à nouveau battu par Bahlul Lodi et perdit les Parganas de Kampil, Patiali, Shamsabad, Suket, Koil, Marhara et Jalesar au profit de l'armée du sultan de Delhi. Après les défaites successives des batailles de Senha, Rapri et Raigaon Khaga, il est finalement battu sur les rives du Rahab. Il s'est enfui au Bengale, où il a obtenu l'asile du sultan Alauddin Husain Shah et y a passé ses derniers jours. En 1486, Bahlul Lodi plaça son fils aîné survivant Barbak Shah Lodi sur le trône de Jaunpur.

## Art et architecture

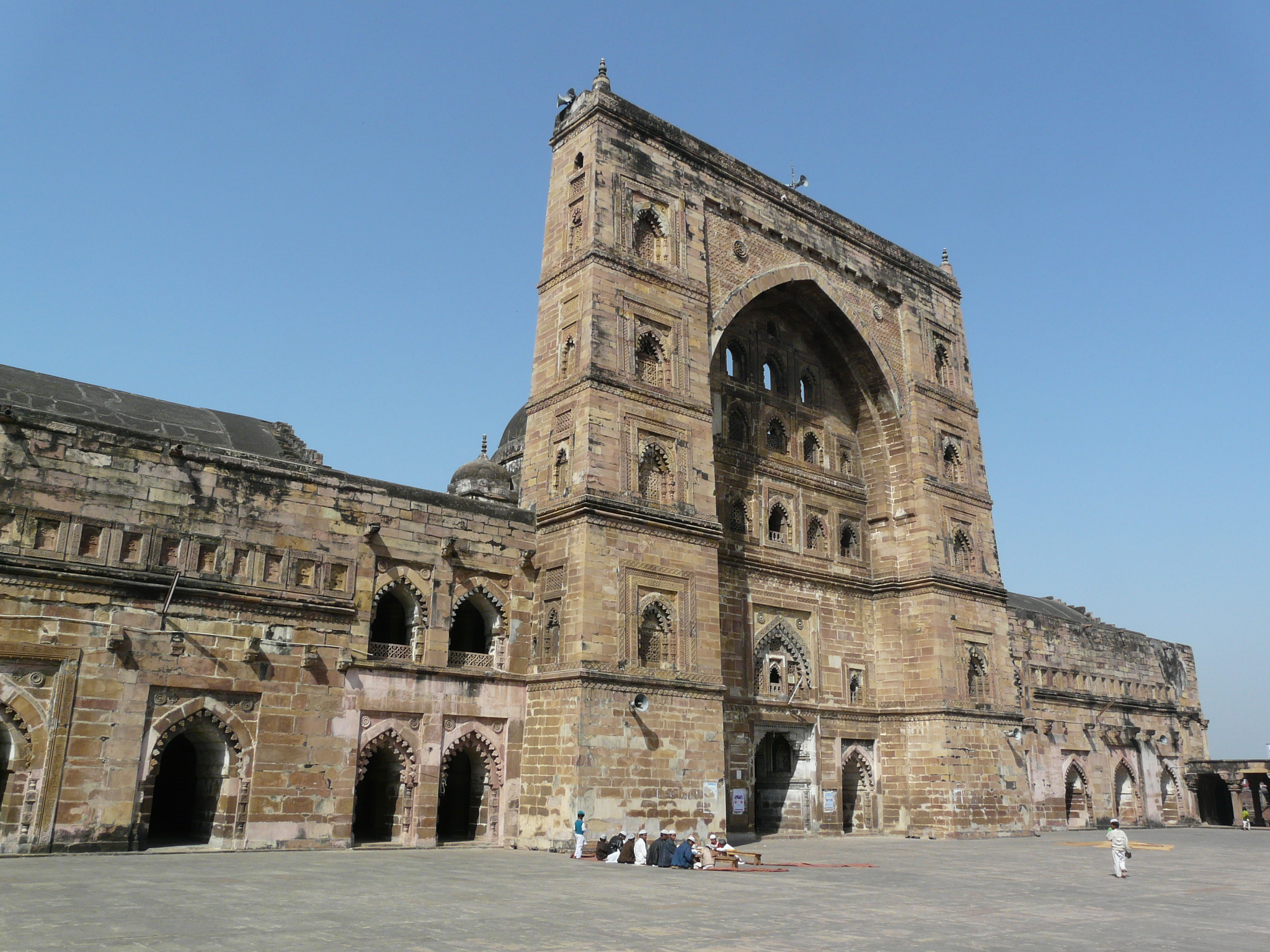
La façade principale de l'arcade, Jama Masjid

Les dirigeants Sharqi de Jaunpur étaient connus pour leur patronage d’apprentissage et d’architecture. Jaunpur était connu comme le Chiraz de l'Inde à cette époque. Les exemples les plus remarquables du style architectural Sharqi à Jaunpur sont la masjid Atala, la masjid Lal Darwaja et la mosquée Jama Masjid. Bien que la fondation de la mosquée Atala ait été posée par Firuz Shah Tughluq en 1376, elle n’a été complétée que pendant le règne d’Ibrahim Shah en 1408. Une autre mosquée, la mosquée Jhanjhiri, a également été construite par Ibrahim Shah en 1430. La mosquée Lal Darwaja (1450) a été construite sous le règne du prochain souverain Mahmud Shah. La Jama Masjid a été construite en 1470, sous le règne du dernier souverain Hussain Shah.

## Musique
Le dernier souverain, Hussain Shah, prit le titre de Gandharva et contribua de manière significative au développement de Khyal, un genre de musique classique hindoustane. Il a également composé plusieurs nouvelles ragas (mélodies). Les plus remarquables d’entre eux sont Malhār-śyāma, Gaur-śyāma, Bhopāl-śyāma, Hussaini- ou Jaunpurī-āśāvari (actuellement connu sous le nom de Jaunpuri) et Jaunpuri-lnd.

## Dirigeants de la dynastie Sharqi
| Nom du titulaire                                                             | Nom personnel  | Règne          |
| ---------------------------------------------------------------------------- | -------------- | -------------- |
| Indépendance de la dynastie Tughlaq du sultanat de Delhi                     |                |                |
| Khwajah-i-Jahan خواجہ جہاں Malik-us-sharq ملک الشرق Atabeg-i-Azam اتابک اعظم | Malik Sarwar   | 1394 - 1399 CE |
| Mubarak Shah <br> مبارک شاہ                                                  | Malik Qaranfal | 1399-1402      |
| Shams-ud-Din Ibrahim Shah شمس الدین ابراہیم شاہ                              | Ibrahim Khan   | 1402 - 1440    |
| Nasir-ud-Din Mahmud Shah ناصر الدین محمود شاہ                                | Mahmud Khan    | 1440 - 1457    |
| Muhammad Shah محمد شاہ                                                       | Bhi Khan       | 1457 - 1458    |
| Hussain Shah حسین شاہ                                                        | Hussain Khan   | 1458 - 1479    |
| Réabsorbé dans le sultanat de Delhi sous la dynastie des Lodi                |                |                |

1. 1 2 3 4 5  Mahajan, V.D. (1991, reprint 2007) History of Medieval India, Part I, S.Chand& Co., New Delhi, pp.264-66
2. ↑  Md. Iftekhar Alam, « The Relation of Bhojpur and Jaunpur (From 1389 A.D. to 1519 A.D) », Proceedings of the Indian History Congress, vol. 44,‎ 1983, p. 213 (JSTOR 44139839)
3. 1 2 3 4  Majumdar, R.C. (ed.) (2006). The Delhi Sultanate, Mumbai: Bharatiya Vidya Bhavan, pp.186-92
4. ↑  Goron and Goenka, p. 343.
5. 1 2  Mahajan, V.D. (1991, reprint 2007) History of Medieval India, Part I, S.Chand & Co., New Delhi, pp.247-49